# Solomys spriggsarum
Solomys spriggsarum  (Flannery & Wickler, 1990) è un roditore della famiglia dei Muridi vissuto in epoca preistorica sull'isola di Buka, Isole Salomone.

## Descrizione
Roditore di grandi dimensioni, è conosciuto soltanto da frammenti di mandibole e arcate dentarie risalenti probabilmente tra 6.600 e 7.900 anni fa. Probabilmente si trattava del più grande membro del genere Solomys.

## Conservazione
Questa specie è considerata estinta (EX).